# Catasetum kleberianum
Catasetum kleberianum là một loài thực vật có hoa trong họ Lan. Loài này được Braga mô tả khoa học đầu tiên năm 1994.